# Coastal Union
Maillots
Actualités
Coastal Union est un club tanzanien de football basé à Tanga.

## Palmarès
- Championnat de Tanzanie (1)
  - Champion : 1988

- Coupe de Tanzanie (2)
  - Vainqueur : 1980 et 1988

- Coupe Kagame inter-club (0)
  - Finaliste : 1989